# سید بارنز به همراه تیم کریکت استرالیا در انگلستان در سال ۱۹۴۸
سید بارنز یکی از اعضای اصلی تیم معروف کریکت استرالیا بود دونالد بردمن یکی از شاخص ترین‌های کریکت هم تیمی او بوده‌است. در سال ۱۹۴۸ به تور انگلیس رفت. این تیم در ۳۴ مسابقه خود بدون شکست باقی ماند. این شاهکار بی‌سابقه توسط یک تیم آزمایشی در تور انگلستان باعث شد تا مقتدرانه شکست ناپذیر باشند. بارنز که  بتینگ اوردر (یکی از پست‌ها) و دست راست بود، در تیم انتخابی اول بردمن حضور داشت و در چهار تست از پنج تست بازی کرد — او یک مسابقه را به دلیل آسیب دیدگی از دست داد — او هم تیمی  آرتور موریس چپ دست شد.